# Кост (село)
Кост (ингуш. Къоьст) — высокогорное село в Джейрахском районе Ингушетии. Входит в сельское поселение Гули. Родовое село ингушского тейпа Къоастой, Хамхинского общества.

## География
Находится  на отроге горы Гайкомд, который отделяет Галгаевское ущелье от ущелья Мужиг. Ближайшие селения: на западе — Бишт, на востоке — Гадаборш, на севере — Дошалкхе и Кхарт.

## Население
| 1926 | 2010 |
| ---- | ---- |
| 28   | ↘0   |